# Xystrocera holatripes
Xystrocera holatripes är en skalbaggsart som beskrevs av Stefan von Breuning 1957. Xystrocera holatripes ingår i släktet Xystrocera och familjen långhorningar. Inga underarter finns listade i Catalogue of Life.